# Mörkbrunt skuggfly
Mörkbrunt skuggfly, Rusina ferruginea är en fjärilsart som beskrevs av Eugen Johann Christoph Esper 1785. Enligt Artfakta ingår mörkbrunt skuggfly i släktet Rusina men enligt Catalogue of Life är tillhörigheten istället släktet Charanyca. Enligt båda källorna tillhör arten familjen nattflyn, Noctuidae. Arten har livskraftiga, (LC) populationer i både Sverige och Finland. Inga underarter finns listade i Catalogue of Life.

## Bildgalleri

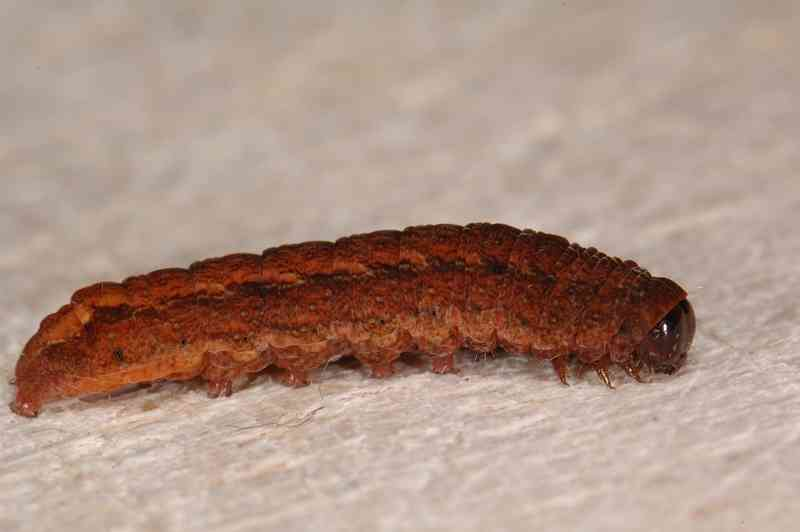
Fjärilens larv
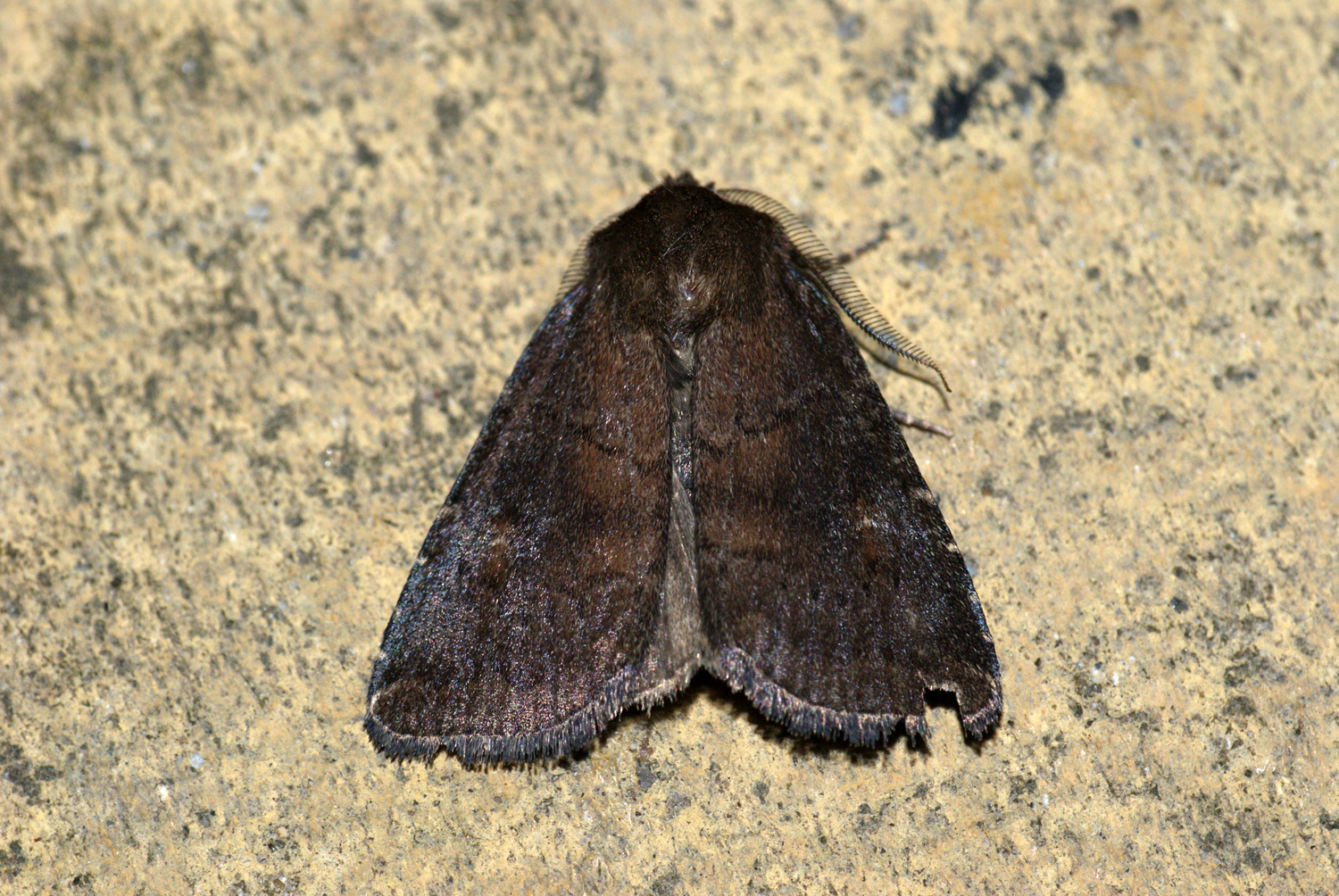
Imago fjäril (mörk)
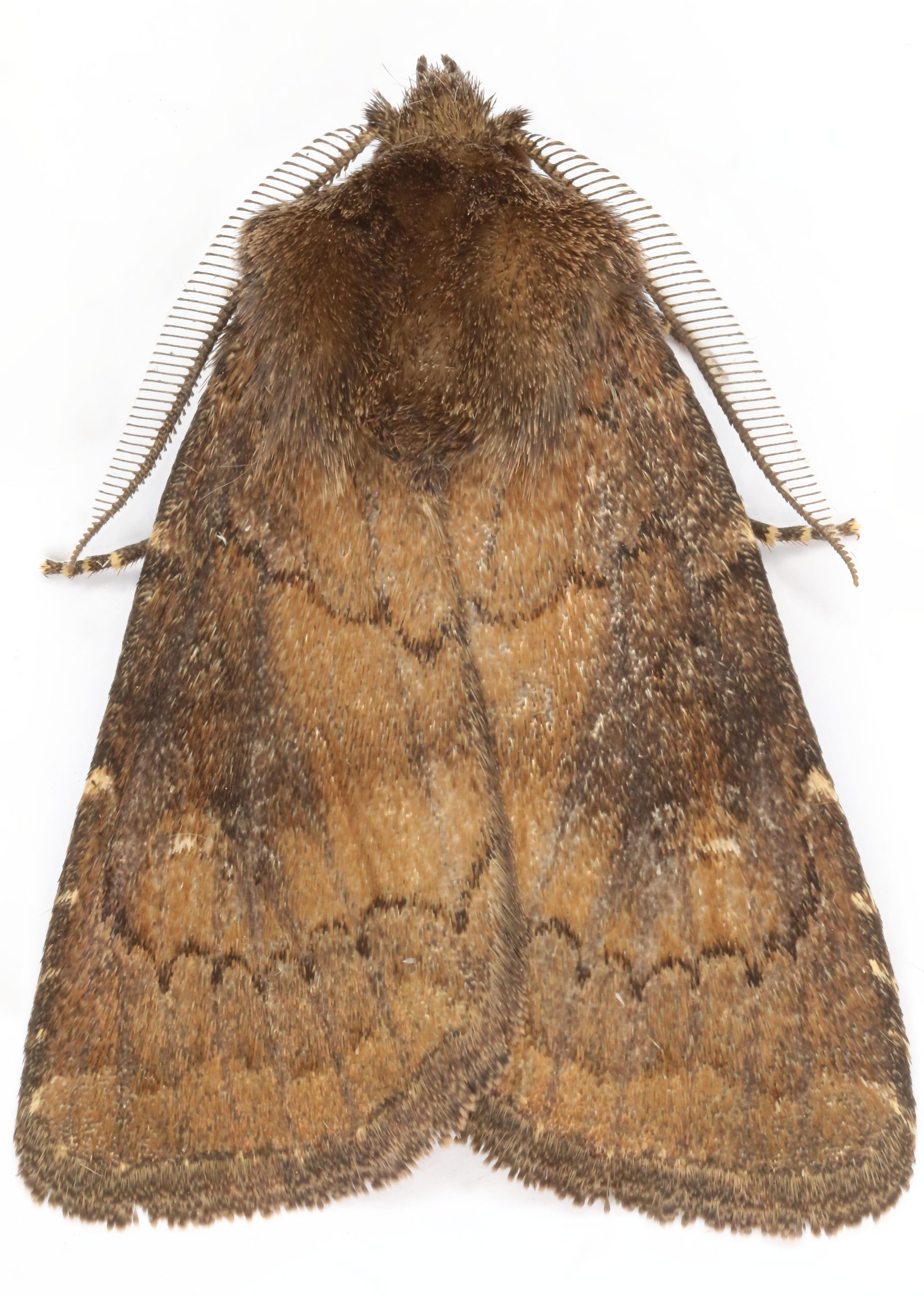
Imago fjäril (ljus)